# 1 + 1 + 1 + 1 + ···
1 + 1 + 1 + 1 + ··· je v matematiki divergentna geometrična vrsta, kar pomeni, da nima vsote v običajnem smislu. Njene delne vsote naraščajo brez meja in ne konvergirajo k realni limiti. Enake so naravnim številom (OEIS A000027): 
1, 2, 3, 4, 5, 6, 7, 8, 9, 10, 11, 12, ...
Z znakom za vsoto se lahko vrsto zapiše kot:
{\displaystyle \sum _{n=1}^{\infty }1^{n}=\sum _{n=1}^{\infty }n^{0}=\sum _{n=1}^{\infty }{\frac {1}{n^{0}}}\!\,}
ali preprosto:
{\displaystyle \sum _{n=1}^{\infty }1\!\,}
Na zaporedje {\displaystyle 1^{n}\,} se lahko gleda kot na geometrično vrsto s količnikom 1. Za razliko od drugih geometričnih vrst z racionalnim količnikom (razen -1) ne konvergira v realnih številih in tudi ne v p-adičnih številih za poljuben p. V smislu razširjene realne premice je vsota enaka:
{\displaystyle \sum _{n=1}^{\infty }1=+\infty \!\,,}
ker njeno zaporedje delnih vsot narašča monotono brez meja.
Če se vrsta 1 + 1 + 1 + 1 + ··· pojavi pri fizikalnih problemih, se jo lahko včasih predstavi s pomočjo regularizacije s funkcijo ζ. Njena vrednost je enaka vrednosti v točki s = 0 Riemannove funkcije ζ:
{\displaystyle \zeta (s)=\sum _{n=1}^{\infty }{\frac {1}{n^{s}}}={\frac {1}{1-2^{1-s}}}\sum _{n=1}^{\infty }{\frac {(-1)^{n+1}}{n^{s}}}\!\,,}
kjer sta dve neskončni vsoti enaki znotraj območja, v katerem obe konvergirata (kompleksna števila z realnim delom večjim od 1). Druga vsota zagotavlja analitično nadaljevanje funkcije ζ na kompleksna števila s pozitivnim realnim delom, limita druge vsote, ko gre s proti 0, pa je enaka -1/2. V tem smislu je tako:
{\displaystyle 1+1+1+1+\cdots =\zeta (0)=-{\frac {1}{2}}\!\,.}
Elizalde je podal naslednjo anekdoto o odnosih do vrste:
»V kratkem obdobju manj kot enega leta sta imela dva priznana fizika, A. Slavnov in F. Yndurain, seminarja v Barceloni o dveh različnih temah. Nenavadno pri tem je bilo to, da sta oba predavatelja v nekem trenutku rekla poslušalcem: 'Kot vsakdo ve, velja: 1 + 1 + 1 + ··· = −1⁄2'. S tem sta morda hotela reči: Če tega ne veste, potem nima smisla da poslušate naprej.
Tudi njena ustrezna alternirajoča vrsta:
{\displaystyle \sum _{n=0}^{\infty }(-1)^{n}=1-1+1-1+\cdots \!\,,}
včasih imenovana Grandijeva vrsta, je divergentna.